# Palingachtigen
Palingachtigen (Anguilliformes) zijn een orde van vissen die allemaal relatief zeer lang en dun zijn. Deze orde omvat dieren als de paling of aal en de roofzuchtige murene. Alle soorten zijn carnivoor. 
Veel palingachtigen hebben een slang-achtige verschijning door het cilindrische, langwerpige lichaam, maar ze zijn meestal makkelijk van een slang te onderscheiden door een zeer lange rugvin, het ontbreken van schubben en vaak twee kleine, maar goed zichtbare borstvinnen. Veel soorten kunnen langere tijd op het land overleven, maar de voortplanting vindt altijd in zee plaats.

## Taxonomie
- Orde Anguilliformes
  - Onderorde: Anguilloidei
    - Familie Anguillidae - (Echte palingen) - Schrank, 1798
    - Familie Chlopsidae - (Valse murenen)
    - Familie Heterenchelyidae - (Modderalen)
    - Familie Moringuidae - (Spaghettialen)
    - Familie Muraenidae - (Murenen)
    - Familie Myrocongridae - (Witte zeealen)
    - Familie Protanguillidae - (Grotpalingen)

  - Onderorde: Nemichthyoidei
    - Familie: Cyematidae - (Zwarte diepzeealen)
    - Familie: Nemichthyidae - (Langbekalen)
    - Familie: Serrivomeridae - (Zaagtandalen)

  - Onderorde: Congroidei
    - Familie: Colocongridae - (Colocongers)
    - Familie: Congridae - (Zeepalingen)
    - Familie: Derichthyidae - (Langnekalen)
    - Familie: Muraenesocidae - (Snoekalen)
    - Familie: Nettastomatidae - (Toveralen)
    - Familie: Ophichthidae (Slangalen)

  - Onderorde: Synaphobranchoidei 
    - Familie: Synaphobranchidae - (Kuilalen)